# Programació literària
La programació literària és una expressió escrita, estructurada, partida i documentada d'un programa d'ordinador adreçada a les persones i, indirectament, a les màquines. Hom escriu la documentació i el codi en un mateix fitxer del qual es poden extreure cadascun d'ells amb eines apropiades. La informació s'escriu i presenta en ordre i manera adreçades al consum humà, amb explicacions detallades. El codi s'haurà d'extreure i rearranjar per al procés habitual de compilació o interpretació. La intenció de la programació literària és facilitar la comprensió dels programes per allargar-ne la vida més enllà de la permanència dels professionals que els creen i mantenen.

## Història
El primer entorn de programació literària va ser WEB de Donald Knuth, el 1981, per al seu sistema TEX de tipografia digital. Empra Pascal com a llenguatge de programació i TeX per a la tipografia.

## Eines
El programari gratuït CWEB és el WEB adaptat a programes en llenguatge C i C++, funciona en la majoria de sistemes operatius i genera documentació en TeX i PDF. El programari noweb val per a qualsevol llenguatge de programació i accepta TeX, LaTeX i HTML com a rerefons. Un altre programari és FunnelWeb que també treballa amb qualsevol llenguatge de programació.